# Indopacifiska regionen

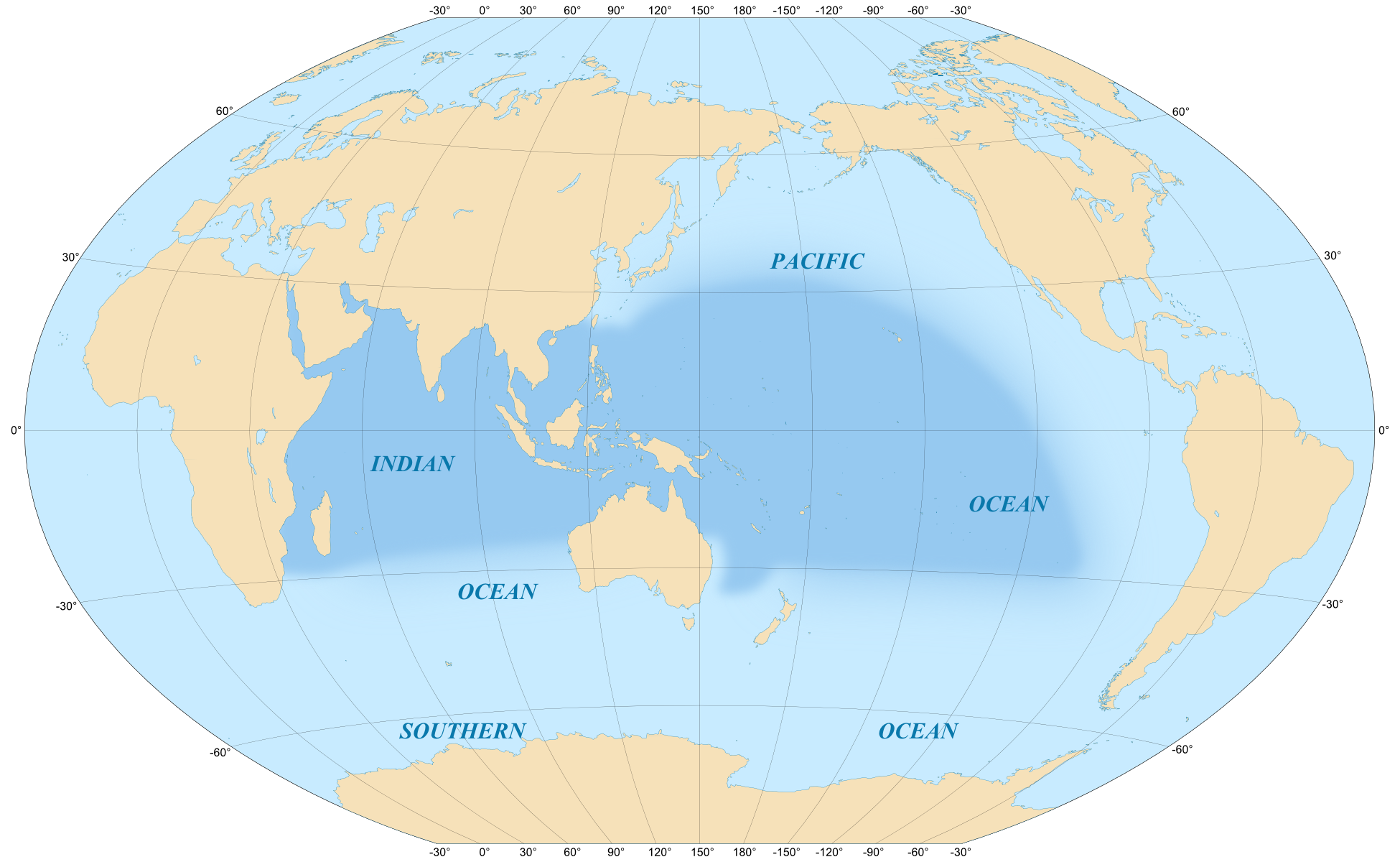
Area som visar utsträckningen av den indopacifiska regionen

Den indopacifiska regionen även skrivet indo-pacifiska regionen eller indo-västpacifiska regionen är en biogeografisk region av jordens hav och består av de tropiska delarna av Indiska oceanen, västra och centrala delarna av Stilla havet och de vatten som förbinder dessa två genom Indonesien. Området inkluderar inte de tempererade delarna och inte heller polarregionerna av Indiska oceanen och Stilla havet. Den tropiska östra delen av Stilla havet, längs den amerikanska dubbelkontinentens stillahavskust, är också en särskild marin ekoregion.
Termen är speciellt användbar inom marinbiologi, iktyologi och liknande discipliner, eftersom många marina habitat är kontinuerligt förbundna från Madagaskar till Japan och Oceanien, och ett antal arter förekommer i detta område men inte i Atlanten.
Området har en exceptionellt hög artrikedom som inkluderar 3000 fiskarter, att jämföra med omkring 1200 i den näst rikaste marina regionen, västra Atlanten, och omkring 500 arter av revbyggande koraller, jämfört med omkring 50 arter i västra Atlanten.